# دوري الدرجة الأولى الأرجنتيني 1984
دوري الدرجة الأولى الأرجنتيني 1984 (بالإسبانية: Campeonato Nacional 1984)‏ هو الموسم 54 من دوري الدرجة الأولى الأرجنتيني. أشرف على تنظيمه اتحاد الأرجنتين لكرة القدم، وكان عدد الأندية المشاركة فيه 32، وفاز فيه فيرو كاريل أويستي.